# You Don't Know Me (Jax Jones)
You Don't Know Me is een nummer van de Britse dj Jax Jones uit 2016, ingezongen door de Britse zangeres Raye. 
De baslijn in "You Don't Know Me" is gesampled uit het nummer "Body Language" van Booka Shade en M.A.N.D.Y. uit 2005. Het nummer werd een grote hit in Europa. Het haalde de 3e positie in het Verenigd Koninkrijk. In de Nederlandse Top 40 haalde het de 6e positie, en in de Vlaamse Ultratop 50 de 2e.